# Josh Pence
Joshua Charles Pence (Santa Monica, 8 giugno 1982) è un attore statunitense.

## Biografia
Nasce a Santa Monica in California. Il padre è un agente immobiliare e la madre è una maestra di scuola elementare. Frequenta il Dartmouth College a Hanover e fa parte della confraternita Psi Upsilon. Nel 2007 si trasferisce a Los Angeles. Debutta nel 2006 nel film The Good Shepherd - L'ombra del potere nel ruolo non accreditato di Bonesman. Nel 2010 recita in The Social Network interpretando Tyler Winklevoss a fianco di Armie Hammer. Nel 2012 interpreta il giovane Ra's al Ghul nel film di Christopher Nolan Il cavaliere oscuro - Il ritorno.

## Filmografia

### Cinema
- The Good Shepherd - L'ombra del potere (The Good Shepherd), regia di Robert De Niro (2006) - non accreditato
- Wish, regia di Kevin Porter - cortometraggio (2009)
- The Things We Carry, regia di Ian McCrudden (2009)
- The Social Network, regia di David Fincher (2010)
- Battleship, regia di Peter Berg (2012)
- The Silent Thief, regia di Jennifer Clary (2012)
- Il cavaliere oscuro - Il ritorno (The Dark Knight Rises), regia di Christopher Nolan (2012)
- Fun Size, regia di Josh Schwartz (2012)
- Gangster Squad, regia di Ruben Fleischer (2013)
- In Lieu of Flowers, regia di William Savage (2013)
- Here and Now, regia di Julian Higgins - cortometraggio (2013)
- Draft Day, regia di Ivan Reitman (2014)
- Thirst, regia di Rachel McDonald - cortometraggio (2014)
- L'algerino (The Algerian), regia di Giovanni Zelko (2014)
- Victor, regia di Brandon Dickerson (2015)
- La La Land, regia di Damien Chazelle (2016)

### Televisione
- Super Sweet 16: The Movie, regia di Neema Barnette (2007)
- CSI: NY – serie TV, episodio 4x15 (2008)
- CSI: Miami – serie TV, episodio 7x06 (2008)
- The Gates - Dietro il cancello (The Gates) – serie TV, episodio 1x07 (2010)
- Parks and Recreation – serie TV, episodio 3x10 (2011)
- Revenge - serie TV, stagione 4 (2015)
- American Horror Story - serie TV, episodio 5x11 (2016)
- L'uomo nell'alto castello (The Man in the High Castle) - serie TV, 4 episodi (2016-2018)
- Good Trouble (he Man in the High Castle) - serie TV, 5 stagioni (2019-2024)
- Jett - Professione ladra (Jett) - serie TV, episodio 1x5 (2019)

## Premi e candidature
| 2010 Hollywood Film Festival: - Vinto miglior cast dell'anno per The Social Network (2010); 2010 Phoenix Film Critics Society Awards: - Vinto miglior cast dell'anno per The Social Network (2010); 2010 San Diego Film Critics Society Awards (SDFCS Award): - Nomination miglior cast per The Social Network (2010); 2010 Washington DC Area Film Critics Association Awards (WAFCA Award): - Nomination miglior cast per The Social Network (2010); | 2011 Central Ohio Film Critics Association Awards (COFCA Award): - Nomination miglior cast per The Social Network (2010); 2011 Palm Springs International Film Festival: - Vinto miglior cast per The Social Network (2010); 2011 Screen Actors Guild Award: - Nomination miglior cast in un film per The Social Network (2010); |

## Doppiatori italiani
Nelle versioni in italiano delle opere in cui ha recitato, Josh Pence è stato doppiato da:
- Massimo Triggiani in Draft Day, L'uomo nell'alto castello
- Dimitri Winter in Fun Size
- Giorgio Borghetti in Gangster Squad
- Riccardo Scarafoni in La La Land
- Mirko Mazzanti in Good Trouble